# عاصون
عاصون قرية لبنانية من أكبر قرى الضنية ترتفع 950 متر عن سطح البحر، مساحتها381 هكتار، تتميز بهوائها العليل وتشتهر بمياه عين عاصون.

## الموقع
تحدها 8 قرى وهي : سير وبقاع صفرين والقطين وحقل العزيمة وكرم المهر وايزال وبخعون وبذلك تتوسط قرى الضنية وهي من أهم قرى الاصطياف في لبنان من حيث جمال الطبيعة وتشتهر بثلوجها شتاء. و يقع في القرية مستشفى عاصون الضنية الحكومي وهو من أهم المستشفيات في المنطقة.
الضنية
تعتبر عاصون من أهم المناخات السياحية في لبنان وتعتبر إحدى أهم القرى السياحية الثلاث بالضنية ، يميزها هوائها الجاف العليل وأيضاً نبع الماء الشهير بالعين ذات المياه الخفيفة النقية الصافية الصحية التي يقصدها أطباء طرابلس ليملئوا عبواتهم ليشربوها في طرابلس .كما يقصدها مرضى الربو والحساسية حيث يصفها الأطباء لهم لنقاء هوائها.
تتمتع عاصون بأكبر عدد مدارس خاصة ورسمية ومجانية ومهنية منها مجمع ابن تيمية التربوي 5 مباني ، ومدرسة أم القرى ، ومدرسة البيان، بالإضافة للمدرسة الرسمية ومهنية الفوال.
كما يعتبر أهلها من أطيب الناس وأكثرهم التزاماً بدينهم وأرضهم وهويتهم .
‌